# Sistema Bibliotecario di Monte Claro
Il Sistema Bibliotecario di Monte Claro, istituito nel 2018, riunisce le biblioteche di pubblica lettura della Città metropolitana di Cagliari.
Le biblioteche del sistema sono:
. Biblioteca metropolitana Emilio Lussu - Villa Clara
. Biblioteca metropolitana Ragazzi
. Biblioteca metropolitana Scienze Sociali
. Centro Regionale di Documentazione delle Biblioteche per Ragazzi (C.R.D.B.R.)
. Deposito Librario
Le biblioteche sono dislocate nel compendio del Parco di Monte Claro. La direzione del Sistema si trova presso la Biblioteca metropolitana Emilio Lussu.
Con proprio Regolamento sono disciplinate la fruizione, i servizi e le attività delle biblioteche del Sistema.
| Biblioteca                                                   | Anno di apertura | Numero di opere | Posti a sedere | Cod. ISIL |
| ------------------------------------------------------------ | ---------------- | --------------- | -------------- | --------- |
| Biblioteca Emilio Lussu                                      | 1962             | 91.686          | 260            | IT-CA0156 |
| Biblioteca Ragazzi                                           | 1998             | 19.095          | 40             | IT-CA0312 |
| Biblioteca Scienze Sociali                                   | 1982             | 8.323           | 20             | IT-CA0260 |
| Centro Regionale di Documentazione delle Biblioteche Ragazzi | 1999             | 12.338          | 40             | IT-CA0511 |
| Deposito Librario                                            | 2018             | 5.000           | n.d.           | n.a.      |

## Partecipazioni
Il Sistema Bibliotecario di Monte Claro fa parte della rete di biblioteche italiane ed europee che partecipano al progetto Adele finanziato dalla Comunità Europea.

## Riconoscimenti
Premio Andersen 2005 al Centro Regionale di Documentazione Biblioteche per Ragazzi per «l’alto livello qualitativo» dell’attività di promozione della lettura.